# Hendrik Roesen
Hendrik Roesen (geboren voor 1500) was een Brabants beeldhouwer. Hij was actief in Leuven tussen 1500 en 1525 als snijder van houten beelden en retabels. Hij is een van de weinige beeldhouwers actief in Leuven die bij naam gekend is. Hij werkte in gotische stijl en zijn werk wordt geprezen om zijn detaillering en fijne uitwerking.

## Werk
- beeld van Sint-Homobonus Tucingo van Cremona
- beeld van Sint-Leonardus van de Kruisdagen (Sint-Leonarduskerk, Zoutleeuw)
- beeld van Sint-Cornelius (M-Museum, Leuven)
- ruiterfragmenten, onderdeel van een verloren passieretabel (M-Museum, Leuven) (topstuk van de Vlaamse Gemeenschap)

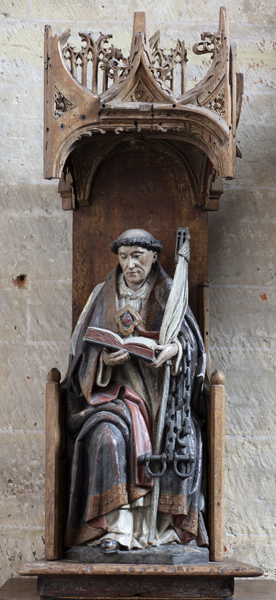
Sint-Leonarduskerk (Zoutleeuw)
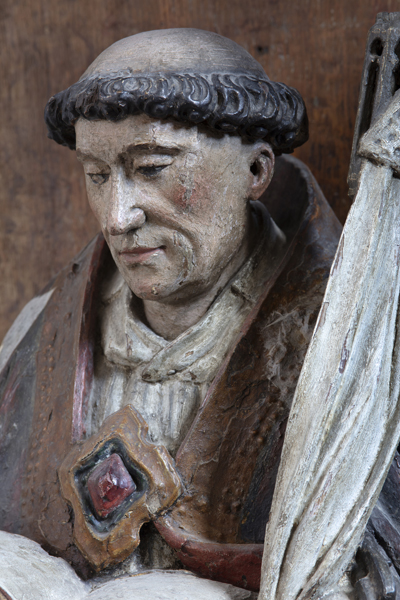
Sint-Leonarduskerk (Zoutleeuw)
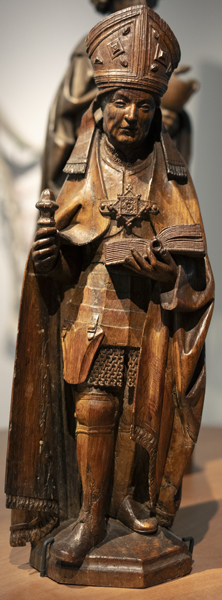
Beeld van de Heilige Arnulf van Metz (M-Museum)